# Oceanapia atlantica
Oceanapia atlantica är en svampdjursart som beskrevs av Claude Lévi 1969. Oceanapia atlantica ingår i släktet Oceanapia och familjen Phloeodictyidae.
Artens utbredningsområde är havet utanför Sydafrika. Inga underarter finns listade i Catalogue of Life.